# Boeing Phantom Works

Boeing Phantom Works — подразделение американской авиастроительной компании Boeing, ранее подразделение слившейся с Boeing компании McDonnell Douglas. Научно-исследовательская группа, занимающаяся исследованием наиболее передовых технологий в области военного авиастроения.

## Известные проекты

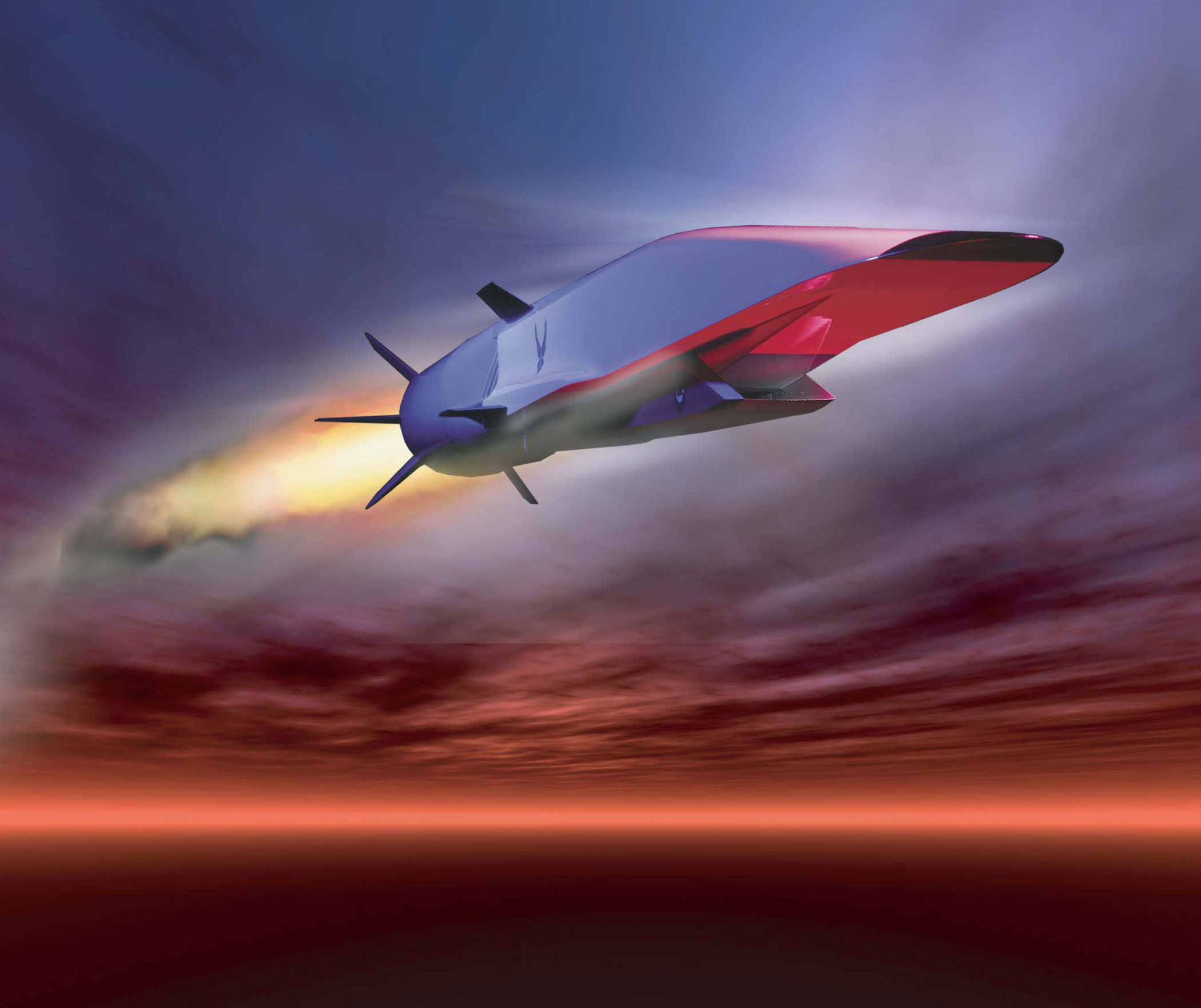
Гиперзвуковая крылатая ракета
- X-51 Waverider

- Condor: прототип БПЛА повышенной высоты и дальности действия — первый полёт 9 октября 1988 года
- Bird of Prey: прототип беспилотного истребителя, использующий стелс-технологию — первый полёт 11 сентября 1996 года
- X-36: экспериментальный беспилотный самолёт без вертикального стабилизатора первый полёт 17 мая 1997 г.
- X-32 Joint Strike Fighter: прототип истребителя-бомбардировщика пятого поколения — первый полёт 18 сентября 2000 года
- A160 Hummingbird: БПЛА вертолетного типа — первый полёт в январе 2002 года
- X-45 UCAV: тяжёлый малозаметный ударный БПЛА — первый полёт 22 мая 2002 года
- Pelican ULTRA (Ultra Large TRansport Aircraft): (2003) неосуществлённый проект сверхтяжелого транспортного самолёта
- Bell Boeing Quad TiltRotor: 3,45 миллиона долларов в 2005 году; проект конвертоплана (винтокрыла), совместно с Bell Helicopter
- X-48 Blended Wing Body: прототип БПЛА схемы «летающее крыло» — первый полёт X-48B — 20 июля 2007
- X-37: экспериментальный беспилотный орбитальный самолёт — первый полёт 22 апреля 2010
- X-51 Waverider: гиперзвуковая крылатая ракета. Начало испытаний 26 мая 2010 — принят не был
- Phantom Ray: беспилотный летающий испытательный стенд для отработки передовых технологий — первый полёт 27 апреля 2011 г
- Phantom Eye: разведывательный БПЛА повышенной высоты и дальности действия — первый полёт совершён 1 июня 2012 года
- XS-1: 2013
- Phantom Badger: 2014
- Phantom Swift: 2014
- T-X trainer: 2015
- Echo Voyager: 2018

- Boeing X-40: неуправляемый испытательный стенд для проверки параметров ракеты-носителя X-37
- F/A-XX: проект развития истребителей нового поколения (Next Generation Air Dominance) (см. например, F/A-18E/F)
- X-53 Active Aeroelastic Wing: проект внедрение технологии «активного упругого крыла», активно меняющего профиль